# Jueves (película)
Jueves, cuyo título original es Thursday es una película de acción rodada en 1998 en Estados Unidos por el director Skip Woods.

## Sinopsis
La historia trata acerca de un antiguo narcotraficante que desea rehacer su vida mudándose a Houston. Una vez allí, un antiguo socio narcotraficante lo visita y le deja un maletín con heroína. Desde ese momento, deberá volver a su vida de antes escapando de diversos peligros.